# Non Serviam (album)
Non Serviam è il secondo album in studio del gruppo musicale Rotting Christ, pubblicato il 1994 dalla Unisound Records. 

## Tracce
1. "The Fifth Illusion" – 5:33
2. "Wolfera the Chacal" – 7:13
3. "Non Serviam" – 5:01
4. "Morallity of a Dark Age" – 5:02
5. "Where Mortals Have No Pride" – 7:48
6. "Fethroesforia" – 1:36 [instrumental]
7. "Mephesis of Black Crystal" – 5:24
8. "Ice Shaped God" – 3:54
9. "Saturn Unlock Avey's Son" – 6:22

## Formazione
- Sakis “Necromayhem” Tolis - voce, chitarra
- George “Magus Wampyr Daoloth” Zaharopoulos - tastiera, voce
- Jim “Mutilator” Patsouris - basso
- Themis “Necrosauron” Tolis - batteria